# Picuí Club
Picuí Club é uma agremiação esportiva de Picuí, no estado da Paraíba, fundada a 15 de janeiro de 2005.
A primeira competição da qual o clube participou foi o Campeonato Paraibano da Segunda Divisão de 2005. Em 2009, mais uma vez o "Jumento" participa do Campeonato Paraibano de Futebol - Segunda Divisão.
É presidido por Zinho, ex-jogador do São Caetano, que encerrou a carreira de atleta no Picuí, também em 2005.[carece de fontes?]